# Santa Rosa do Piauí
Santa Rosa do Piauí este un oraș în Piauí (PI), Brazilia.